# Moritz Schönfeld
Moritz Schönfeld (Groningen, 9 februari 1880 - 's-Graveland, 4 oktober 1958) was een Nederlands taalkundige.
Hij studeerde Nederlandse letteren en deed baanbrekend werk inzake algemene en Nederlandse taalwetenschap en taalkunde. In 1954 kreeg hij de Prijs voor Meesterschap van de Maatschappij der Nederlandse Letterkunde.

## Werken
- Wörterbuch der altgermanischen Personen- und Völkernamen (1911)
- Historische grammatica van het Nederlands (1921)
- Veldnamen in Nederland (1949, 2e dr. 1950)
- Nederlandse waternamen (1955)